# Коровин, Виктор Викторович
Ви́ктор Ви́кторович Коро́вин (7 августа 1952, Свердловск, РСФСР, СССР — 22 марта 2006, Екатеринбург, Россия) — советский и российский государственный и общественный деятель, первый секретарь Свердловского обкома ВЛКСМ (1984—1985), генеральный директор ПО (АО, ОАО) «Уралмаш» (1992—1999).

## Биография
Родился 7 августа 1952 года в Свердловске. По одной линий потомок екатеринбургских купцов Рязановых и Баландиных.
В 1969 году окончил среднюю школу города Свердловска.
В 1974 году окончил механический факультет Уральский ордена Трудового Красного Знамени политехнический институт имени С. М. Кирова по специальности «Механическое оборудование заводов цветной металлургии», с присвоением квалификации «инженер-механик».
В октябре 1974 — мае 1981 гг. — инженер-конструктор отдела главного конструктора машин непрерывного литья заготовок научно-исследовательского института тяжёлого машиностроения (НИИ Тяжмаша) ПО «Уралмаш».
Одновременно, в октябре 1979 — мае 1981 гг. — секретарь комитета комсомола научно-исследовательского института тяжёлого машиностроения (НИИ Тяжмаша) ПО «Уралмаш».
Член ВЛКСМ c 1967 года, член КПСС с июня 1980 года. Первую половину 1980-х гг. посвятил активной комсомольской работе.
В мае 1981 — августе 1984 гг. — первый секретарь Орджоникидзевского райкома ВЛКСМ г. Свердловска,
В августе 1984 — феврале 1985 гг. — первый секретарь Свердловского обкома ВЛКСМ.
В феврале — июне 1985 года — заместитель начальника механического цеха (корпуса № 15 индивидуального производства и кооперированных поставок) ПО «Уралмаш».
В июне — декабре 1985 года — заместитель начальника механического цеха буровых машин № 80 ПО «Уралмаш».
В декабре 1985 — сентябре 1988 гг. — начальник механического цеха буровых машин № 80 ПО «Уралмаш».
В сентябре 1988 — феврале 1992 гг. — помощник генерального директора, директор совместного советско-австрийского предприятия по производству машин непрерывного литья заготовок «Уралмаш-Фест».
Одновременно, в 1986 году — слушатель курсов повышения квалификации при Свердловском филиале Центрального института повышения квалификации; в 1988 году — слушатель курсов подготовки менеджеров Торгово-промышленной палаты СССР при участии специалистов компании «Дрессер Индастриз, Инк» (США); в 1990 году — слушатель курсов внешнеэкономической деятельности по программе «Методы маркетинга» Высшей коммерческой школы Академии народного хозяйства при Совете Министров СССР.
В феврале 1990 — апреле 1991 гг. — участник советско-германской межгосударственной программы профессионального обучения и повышения квалификации в области менеджмента и финансового маркетинга Торгово-промышленной палаты СССР и Министерства экономики и техники федеральной земли Гессен в городе Франкфурт-на-Майне ФРГ с прохождением стажировки на машиностроительном предприятии ФРГ.
В феврале 1992 — декабре 1999 гг. — генеральный директор ПО «Уралмаш» (с 1992 года — АО «Уралмаш», с 1995 года — ОАО «Уралмаш»).
В апреле 2000 — мае 2001 гг. — заместитель председателя правления Свердловского губернского банка.
В мае 2001 — январе 2002 гг. — президент Межрегиональной финансовой корпорации.
Одновременно, с сентября 2001 г. — профессор кафедры «Подъемно-транспортные машины и роботы» механико-машиностроительного факультета Уральского государственного технического университета — УПИ.
Член-корреспондент Российской инженерной академии (с 1995 года), вице-президент Уральского отделения Российской инженерной академии — председатель секции «Машиностроение» (с 1997 года), действительный член Международной инженерной академии (с 1998 года), председатель Попечительского совета Екатеринбургского общественного благотворительного фонда «Истории и археологии».
Скоропостижно скончался от инсульта 22 марта 2006 года в Екатеринбурге. Похоронен на Широкореченском кладбище Екатеринбурга.

## Награды
- Премия Ленинского комсомола в области науки и техники (1982) — за участие в создании и промышленном внедрении комплекта бурового оборудования «УЗТМ — 6000 ПЭМ» для плавучих самоподъёмных буровых установок с ПБУ — 6000/60
- Почётная грамота ЦК ВЛКСМ (1983)